# 雷軋斗
『雷軋斗』（ライアット）は、テクモ（現:コーエーテクモゲームス）が開発し1992年にNMKより日本国外向けに販売されたアーケードゲーム。ジャンルはシューティングゲーム。
日本国内での販売は行われていなかったが、2024年にアーケードアーカイブスにおいて日本国内初リリースかつ、家庭用初移植作品としてPlayStation 4、Nintendo Switchで配信が開始された。

## 概要
『カベール』（TAD）の（特に海外での）ヒットを受けて各社からリリースされた、いわゆる「カベールシューター」の一つ。ゲームのスタイルとしては、『NAM-1975』（SNK）や『ダイナマイトデューク』（セイブ開発）に近い、強制横スクロールタイプのゲームとなっている。
奥側だけでなく自キャラの手前側からも敵が攻撃してくるのが特徴。両方向の敵を撃ち分けるため、3つのボタンが「ローリング」「フォワードショット」「バックショット」に割り当てられているという、特殊なボタン設定となっている。この点もあって、難易度がかなり高い。
制作スタッフは非公開で、本来ならスタッフロールが表示されたと思しきエンディングは、ただエンディングデモが流れるだけのシンプルなものとなっている。オープニングデモ画面にNMKのコピーライトが表示されているが、アーケード基板は後の『ファイナルスターフォース』や『がんばれギンくん』と同一のもので、（『魂斗羅』風の当て字と主人公の風貌に反して）その世界観・グラフィック・ゲーム展開が『忍者龍剣伝』と非常によく似ていることから、テクモのストロング島率いる「ストロングチーム」が制作したと推測されている。日本のテクモ系列店で行われたロケテ版ではテクモの名義だったが、後になぜかNMKの名義となって海外でのみリリースされた。
2014年に『テクモ アーケード ゲーム クロニクル』が発売された際、作品の版権をコーエーテクモゲームスが持っていることと、BGMは「メタルユーキ」こと斎藤幹雄と田中光人が担当したことが公表された。メタルユーキとしては、テクモ時代の最後の曲であり、ゲーム中では開発者の意向でマシンガンの音が大きくされてBGMがあまり聞こえなかったので、サントラでぜひ聞いてほしいとのこと。

## 移植版
| No. | タイトル | 発売日         | 対応機種                      | 開発元                  | 発売元     | メディア                                |
| --- | -------- | -------------- | ----------------------------- | ----------------------- | ---------- | --------------------------------------- |
| 1   | 雷軋斗   | 2024年10月31日 | PlayStation 4 Nintendo Switch | ハムスター （移植担当） | ハムスター | ダウンロード （アーケードアーカイブス） |

アーケードアーカイブス版
前述のように日本国内初リリースかつ家庭用初移植。「こだわり設定」にてゲームスピードの調整、難易度の変更、1P側コントローラーで2P側キャラクターを使用できるようにする、といった事を設定可能。